# Take Me Back to London
"Take Me Back to London" é uma canção gravada pelo cantor e compositor britânico Ed Sheeran com participação do rapper também britânico Stormzy. Uma versão remix com participação dos rappers Jaykae e Aitch foi divulgada como o sétimo e último single do quarto trabalho de estúdio de Sheeran, No.6 Collaborations Project (2019).

## Antecedentes e lançamento
Sheeran anunciou que o seu quarto trabalho de estúdio seria um álbum de colaborações, continuação do extended play No.5 Collaborations Project (2011): "Antes de eu ter sido assinado [por uma editora discográfica] em 2011, fiz um EP chamado No.5 Collaborations Project. Desde então, sempre quis fazer um outro, então dei início a No.6 no meu laptop enquanto estava em digressão no ano passado. Sou um grande fã de todos os artistas com quem colaborei e foi muito divertido produzir este álbum." Sheeran lançou o alinhamento de faixas do álbum a 23 de Maio de 2019, contudo, os nomes dos artistas participantes não foram inclusos, tendo sido finalmente revelados a 18 de Junho seguinte. "Take Me Back to London", uma colaboração o rapper britânico Stormzy, aparece no alinhamento como a quarta faixa do projecto. Stormzy havia colaborado anteriormente com Sheeran em um remix de "Shape of You", com ambos apresentando-o ao vivo na cerimónia dos prémios Brit em 2017. A canção foi produzida por Skrillex, amigo de longa data de Sheeran.
Um remix com participação dos rappers britânicos Jaykae e Aitch e produzido por Sir Spyro foi lançado a 23 de Agosto de 2019 como o sétimo single do projecto. O vídeo musical promocional — filmado em Manchester, Birmingham e Londres sob direcção artística de KC Locke — foi também divulgado no mesmo dia

## Análises da crítica profissional
Segundo Gil Kaufman, da revista Billboard, Jaykae e Aitch adicionam "versos super fortes" à canção.

## Desempenho nas tabelas musicais
Aquando do lançamento de No.6 Collaborations Project, a versão original de "Take Me Back to London" conseguiu estrear no terceiro posto da tabela de singles do Reino Unido devido a uma grande quantidade de streaming e vendas digitais naquele território. Na sua segunda semana, desceu para o décimo posto, tendo abandonado as dez melhores posições da tabela na semana seguinte; todavia, devido ao lançamento do remix, o single conseguiu vender 67 mil unidades digitais e registou 10,3 milhões de streamings na sua quarta semana, garantindo-lhe uma ascensão ao número um, marcando a oitava vez que Sheeran posiciona uma canção no primeiro posto da tabela de singles do seu país natal, empatando com as bandas Oasis e The Rolling Stones na oitava maior quantidade de qualquer artista. Ao redor da Europa, o tema conseguiu entrar em tabelas musicais de vários países, inclusive a Irlanda, onde "Take Me Back to London" tinha primeiramente estreado no décimo segundo posto aquando do lançamento do álbum, porém, foi perdendo relevância até ao lançamento do remix, semana na qual conseguiu subir até ao sétimo posto, rendendo a Sheeran o seu vigésimo sétimo tema a alcançar as dez melhores posições na tabela de singles daquele país.
| Região                                                | Posição de pico |
| ----------------------------------------------------- | --------------- |
| Austrália — ARIA Top 100 Singles Chart                | 29              |
| Bélgica (Flandres) — Ultratop 50 Urban Singles        | 44              |
| Canadá — Hot 100 (Billboard)                          | 59              |
| República Checa — Singles Digital - Top 100 (FIIF)    | 21              |
| Dinamarca — Singles Top-40 (Hitlisten)                | 26              |
| Alemanha — Top 100 Singles (GfK Entertainment Charts) | 68              |
| Hungria — Stream Top 40 (MAHASZ)                      | 38              |
| Irlanda — Top 100 Singles (IRMA)                      | 7               |
| Países Baixos — Single Top 100                        | 69              |
| Nova Zelândia — Top 40 Singles Chart (RMNZ)           | 29              |
| Escócia — Singles Chart (OCC)                         | 10              |
| Eslováquia — Singles Digital - Top 100 (FIIF)         | 17              |
| Suécia — Singles Top 100 (Sverigetopplistan)          | 44              |
| Reino Unido — Singles Chart (OCC)                     | 1               |
| Estados Unidos — Bubbling Under Hot 100 Singles       | 16              |

### Vendas e certificações
| Região — Associação (Vendas) | Certificação |
| ---------------------------- | ------------ |
| Reino Unido — BPI (200 mil)  | Prata        |